# Палеотрагус
Палеотрагус (Palaeotragus) (прадавня антилопа) — викопний рід великих, примітивних жирафових, що був поширений у Африці в епоху міоцен.
Palaeotragus primaevus старіший вид, його рештки знаходять у шарах раннього та середнього міоцену. Palaeotragus germaini належить до пізнього міоцену.
P. primaevus відрізняється від P. germaini тим, що перші не мають ріжків. Ці тварини були також меншими на зріст (близько 2 метрів висотою). P. germaini мали одну пару ріжків та нагадували 3-метрового жирафу з короткою шиєю чи величезного окапі.